# 张娜 (排球运动员)
張娜（1980年4月19日—），籍貫天津，中國女子排球運動員，司職自由人，在天津隊擔任接應二傳。
張娜身高1米81，體重70公斤。2003年世界女排大獎賽冠軍。2003年女排世界杯冠軍。2004年雅典奧運會女子排球冠軍。是中國女排出色的自由防守隊員，以一傳穩定、防守卡位准確而著稱。

## 個人三大賽榮譽
| 年份   | 世界大賽（主辦國）                  |
| ------ | ----------------------------------- |
| 2002年 | 第14屆世界女排錦標賽殿軍（ 希腊）   |
| 2003年 | 第9屆世界盃冠軍（ 日本）            |
| 2004年 | 雅典奧運會冠軍（ 希腊）             |
| 2006年 | 第15屆世界女排錦標賽第五名（ 日本） |
| 2008年 | 北京奧運會季軍（ 中国）             |